# Lacul Itasca
Lacul Itasca (Lake Itasca) este situat în nord-vestul statului Minnesota din SUA. Lacul are o suprafață de 4,7 km2, fiind locul de unde izvorăște fluviul Mississippi (3.770 km). Lacul Itasca este amplasat la sud vestul comitatului „ Clearwater County” în Parcul Național Itasca (130 km²). El a fost descoperit ca izvor al lui  Mississippi, în anul 1832 de etnologul american „Henry Rowe Schoolcraft” (1793-1864). 
Din punct de vedere etimologic Itasca provine din latină veritas caput care după părerea lui Schoolcraft sună asemănător denumirii lacului date de băștinașii indieni (Anishinabe). Lacul are adâncimea medie de 11 m fiind situat la altitudinea de 450 m deasupra n.m., fiind alimentat de „Nicolett Creek”.
Coordonate: 47° 13' n. Br., 95° 12' w. L.